# Distroff
Distroff là một xã trong vùng Grand Est, thuộc tỉnh Moselle, quận Thionville-Est, tổng Metzervisse. Tọa độ địa lý của xã là 49° 19' vĩ độ bắc, 06° 16' kinh độ đông. Distroff có điểm thấp nhất là 163 mét và điểm cao nhất là 257 mét. Xã có diện tích 7,93 km², dân số vào thời điểm 2004 là 1441 người; mật độ dân số là 182 người/km². Xã nằm khoảng 9 km về phía đông nam của Thionville. Distroff thuộc Pháp từ năm 1659.

## Thông tin nhân khẩu
| 1962 | 1968  | 1975  | 1982  | 1990  | 1999  |
| ---- | ----- | ----- | ----- | ----- | ----- |
| 964  | 1.016 | 1.346 | 1.436 | 1.421 | 1.481 |